# Choeroichthys brachysoma
Choeroichthys brachysoma är en fiskart som först beskrevs av Pieter Bleeker 1855.  Choeroichthys brachysoma ingår i släktet Choeroichthys och familjen kantnålsfiskar. Inga underarter finns listade i Catalogue of Life.